# Foramen ischiadicum minus

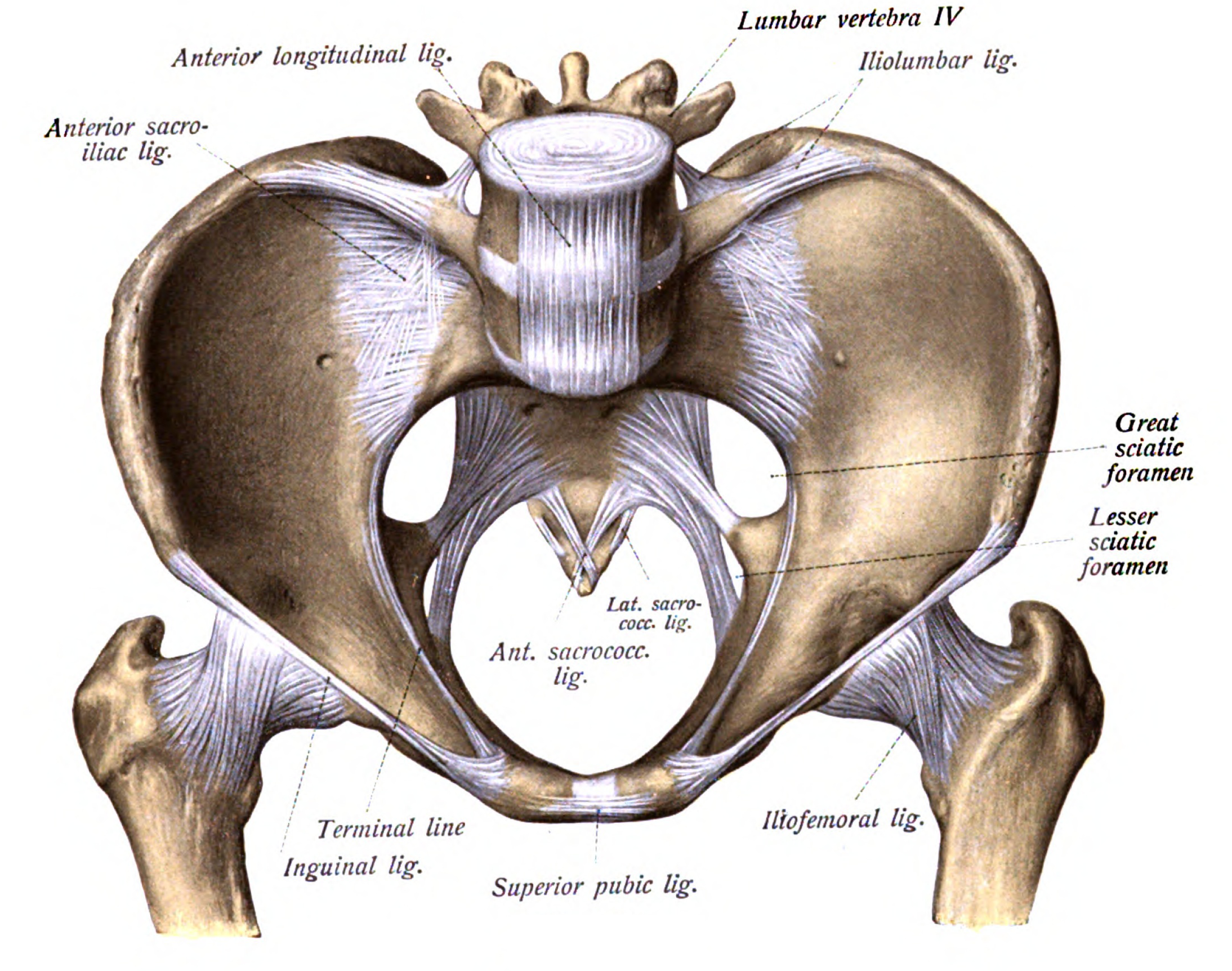
Menschliches Becken mit Bändern, das Foramen ischiadicum minus ist mit dem englischen Fachbegriff Lesser sciatic foramen ausgewiesen

Das Foramen ischiadicum minus (dt. „kleines Sitzbeinloch“ von lateinisch foramen ‚Loch‘, altgriechisch ἰσχίον ischíon, deutsch ‚Hüfte‘ und lateinisch minus ‚klein‘) ist eine Durchtrittsstelle für Leitungsbahnen in der seitlichen Beckenwand. Es wird von der kleinen Sitzbeineinziehung (Incisura ischiadica minor) des Sitzbeins sowie zwei Bändern, dem Ligamentum sacrotuberale und dem Ligamentum sacrospinale begrenzt.
Durch das Foramen ischiadicum minus ziehen der:
- Nervus obturatorius internus, ein direkter Ast des Plexus sacralis, der den
- Musculus obturator internus innerviert sowie der
- Nervus pudendus und die
- Arteria und Vena pudenda interna.[1]